# Hypomecis plumulata
Hypomecis plumulata är en fjärilsart som beskrevs av Inoue 1987. Hypomecis plumulata ingår i släktet Hypomecis och familjen mätare. Inga underarter finns listade i Catalogue of Life.